# William Messing
William Messing é um matemático estadunidense. Trabalha com geometria algébrica.
Messing obteve o doutorado em 1971 na Universidade de Princeton, orientado por Alexander Grothendieck (e Nicholas Katz), com a tese The Crystals Associated to Barsotti-Tate Groups: With Applications to Abelian Schemes. Em 1972 foi instrutor Moore do Departamento de Matemática do Instituto de Tecnologia de Massachusetts. É professor da Universidade de Minnesota.
Messing está envolvido dentre outros trabalhos com a elaboração de um programa proposto por Grothendieck para a descrição de grupos p-divisíveis (grupos de Barsotti-Tate), fundamentais para a geometria algébrica em característica de números primos, mediante a teoria de Jean Dieudonné, introduzida na década de 1950 por Dieudonné em suas investigações sobre a álgebra de Lie sobre corpos de caracteroística finita. Trabalhou sobre este tema com Pierre Berthelot, Barry Mazur e Aise Johan de Jong.

## Obras
- Pierre Berthelot, Messing: Theorie de Dieudonné cristalline I, Journées de Geometrie Algebrique de Rennes, 1978, Bd. 1, S. 17-37, Asterisque, Bd.63, 1979
- Pierre Berthelot, Lawrence Breen, Messing: Theorie de Dieudonné cristalline II, Springer, Lecturenotes in Mathematics, Band 930, 1982
- com Berthelot: Theorie de Dieudonné cristalline III, in Paul Cartier u.a., Grothendieck -Festschrift, Band 1, 1990, Birkhäuser, S.173
- Barry Mazur, Messing: Universal extensions and one dimensional cristalline cohomology, Springer, Lecturenotes in Mathematics, Band 370, 1974
- Messing: The crystals associated to Barsotti-Tate groups: with applications to abelian schemes, Springer, Lecturenotes in Mathematics, Band 264, 1972